# Adam Frank
Adam Frank és un físic, astrònom i divulgador científic estatunidenc.
Es va doctorar en Física a la Universitat de Washington el 1992. Abans d'obtenir la beca Hubble l'any 1995, va desenvolupar tasques postdoctorals a la Univesitat de Leiden i la Universitat de Minnesota. L'any 1996 es va incorporar com a docent a la Universitat de Rochester (Nova York), obtenint posteriorment la càtedra del Departament de Física i Astronomia.

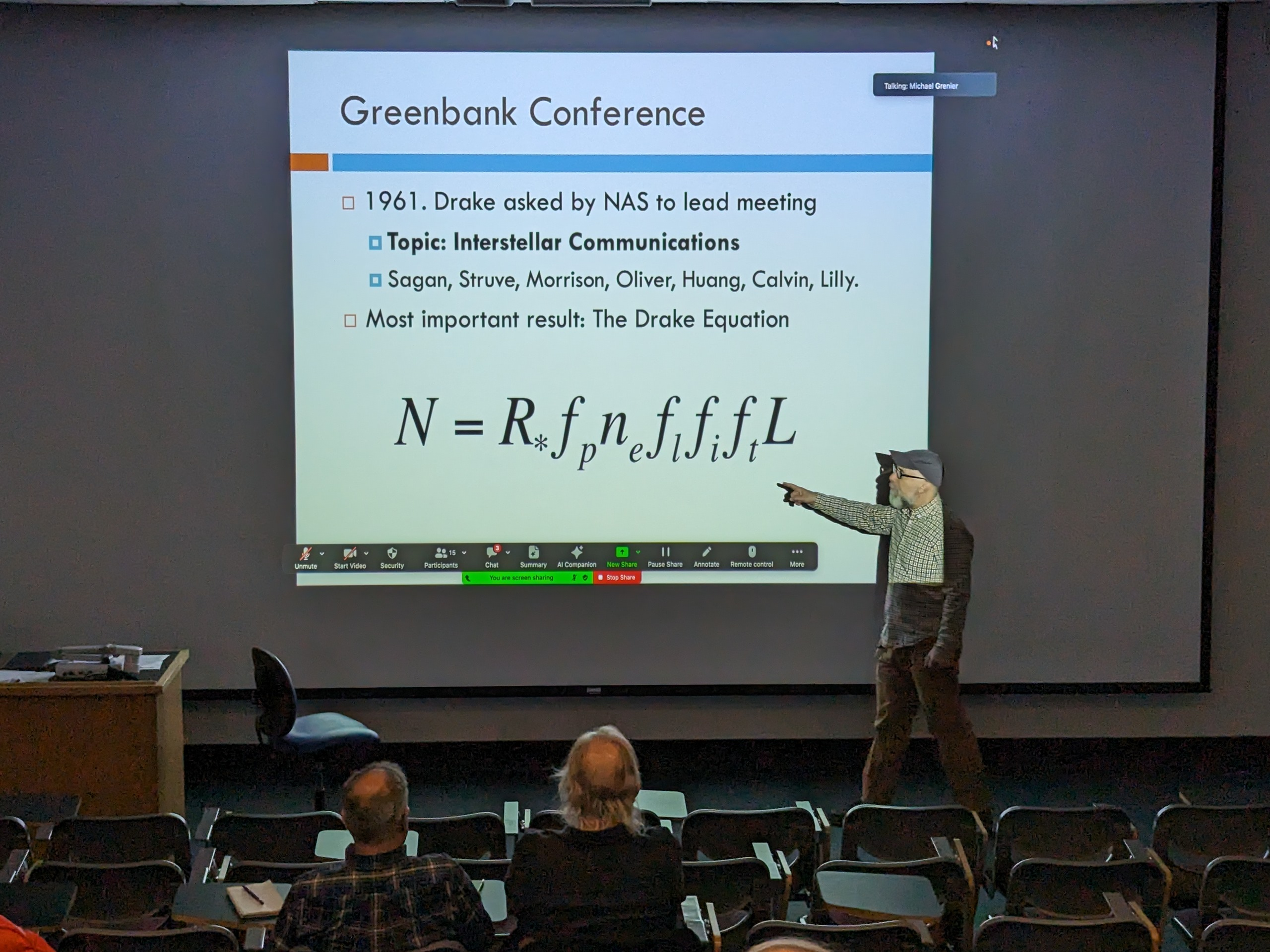
Adam Frank descriu l'eqüació de Frank Drake a la conferència anual de la Rochester Academy of Science (2024)

L'any 2019 es va convertir en l'investigador principal del primer projecte subvencionat per la NASA destinat a l'estudi de tecnosignatures (senyals tecnològics de civilitzacions extraterrestres). Ha rebut diversos premis per la seva tasca científica i divulgadora. El seu llibre Light of the Stars va guanyar l'any 2019 el premi a la millor obra científica de la National Honors Society. L'any 2020 va obtenir el premi Joseph A. Burton Forum de la Societat Americana de Física. Per les seves aportacions en l'àmbit de la divulgació, l'any 2021 va rebre la medalla Carl Sagan de la Societat Americana d'Astronomia.
A més de la seva tasca com a científic, col·labora com a articulista al New York Times i la revista The Atlantic. Altrament, és comentarista científic de la CNN i la NBC. També ha estat consultor científic de la pel·lícula de Marvel Doctor Strange.

## Obres destacades
- Light of the Stars (Editorial W. W. Norton & Company, 2019) ISBN ISBN 978-0-393-60901-1
- El Pequeño Libro de los Aliens: La fascinante búsqueda de vida extraterrestre (Editorial Planeta, 2024) ISBN 978-84-670-7210-5